# Anna Marie Ortenburská
Hraběnka Anna Marie Ortenburská (německy Anna Maria von Ortenburg, 1547 – 16. prosince 1601, Ortenburg) byla německá šlechtična, provdaná hraběnka z Lichtenštejna a matka Karla I. z Lichtenštejna.

## Životopis
Narodila se jako nejmladší ze tří dětí Karla I. (1501-1552) a Maxmiliany z Fraunberg-Haagu (?-1559). 

### Manželství a potomstvo
Dne 28. října 1568 se v Neu-Ortenburgu provdala za Hartmanna II. z Lichtenštejna. Při jejich sňatku vzniklo několik obrazů hrabat z Haagu a Ortenburgu, z nichž nejdůležitější je portrét jejího strýce Ladislava von Fraunberga.
Zemřela ve věku asi 54 let 16. prosince 1601 v Ortenburgu, městě, kde byla také pohřbena. 

## Potomci
Anna Marie z Ortenburgu a Hartmann II. z Lichtenštejna měli pět synů a čtyři dcery: 
- Karel (1569-1627), první kníže z Lichtenštejna[2]
- Marie Zuzana (11. září 1570 - 27. května 1580);
- Johana (14. listopadu 1571 – 20. prosince 1571);
- Kateřina (25. listopadu 1572 - 16. dubna 1643);
- Vikart (6. ledna 1574 – 22. února 1577);
- Marie Judita (18. dubna 1575 – 6. března 1621, Karsbach);
- Giorgio Volfango (1576 - 11. dubna 1579);
- Maxmilián (1578-1643);
- Gundakar (1580-1658), císařský politik.